# Xylenolorange
Xylenolorange ist ein Triphenylmethanfarbstoff und gehört zur Gruppe der Sulfonphthaleine. Es ist das Sulfonanalogon zu Metallphthalein. Es wird als Indikator in der Komplexometrie verwendet.

## Chemische Eigenschaften

Festes Xylenolorange und wässrige Xylenolorangelösung bei pH = 4,5.

Xylenolorange enthält eine Sulfonsäure-, vier Carboxy-, zwei Amino- und zwei Hydroxygruppen, die jeweils protoniert bzw. deprotoniert werden können. Bei pH ≈ 4,5 liegt Xylenolorange in einer zitronengelben Form vor. In dieser Form bildet Xylenolorange mit einigen mehrwertigen Metallionen einen schwachen rot- bis rotviolettgefärbten Komplex, der durch Zugabe eines stärkeren Komplexbildners wie zum Beispiel EDTA wieder zerstört wird.

## Verwendung
Xylenolorange wird als Tetranatriumsalz in der Komplexometrie, vor allem bei der Bismut- und Bleigehaltsbestimmung, als Indikator eingesetzt. Im Gegensatz zu Eriochromschwarz T erfolgt die Titration im sauren Medium bei pH ≈ 4–5. Weiterhin wird Xylenolorange in der Biologie eingesetzt, um Remodellingvorgänge in vivo in Knochen sichtbar zu machen, da es in neu gebildeten Knochen eingelagert wird. Auch kann es zur Färbung von Mikrorissen in Knochen hergenommen werden, da es an die freien Metallionen der Oberfläche bindet. Xylenolorange besitzt sein Absorptionsmaximum etwa bei 546 nm und das Emissionsmaximum bei 580 nm wobei diese sich leicht ändern abhängig von den gebundenen Ionen.